# Уэйн (округ, Огайо)
Округ Уэйн (англ. Wayne County) располагается в штате Огайо, США. Официально образован 4 января 1812 года (формировался с 1808). По состоянию на 2010 год, численность населения составляла 114 520 человека.

## География
По данным Бюро переписи США, общая площадь округа равняется 1 442,165 км2, из которых 1 437,270 км2 суша и 4,895 км2 или 0,340 % это водоёмы.

## Население
По данным переписи населения 2000 года в округе проживает 111 564 жителей в составе 40 445 домашних хозяйств и 29 484 семей. Плотность населения составляет 78,00 человек на км2. На территории округа насчитывается 42 324 жилых строений, при плотности застройки около 29,00-ти строений на км2. Расовый состав населения: белые — 96,52 %, афроамериканцы — 1,57 %, коренные американцы (индейцы) — 0,16 %, азиаты — 0,66 %, гавайцы — 0,01 %, представители других рас — 0,24 %, представители двух или более рас — 0,84 %. Испаноязычные составляли 0,75 % населения независимо от расы.
В составе 35,00 % из общего числа домашних хозяйств проживают дети в возрасте до 18 лет, 60,80 % домашних хозяйств представляют собой супружеские пары проживающие вместе, 8,70 % домашних хозяйств представляют собой одиноких женщин без супруга, 27,10 % домашних хозяйств не имеют отношения к семьям, 22,70 % домашних хозяйств состоят из одного человека, 8,70 % домашних хозяйств состоят из престарелых (65 лет и старше), проживающих в одиночестве. Средний размер домашнего хозяйства составляет 2,68 человека, и средний размер семьи 3,17 человека.
Возрастной состав округа: 27,40 % моложе 18 лет, 9,80 % от 18 до 24, 27,80 % от 25 до 44, 22,70 % от 45 до 64 и 22,70 % от 65 и старше. Средний возраст жителя округа 35 лет. На каждые 100 женщин приходится 97,50 мужчин. На каждые 100 женщин старше 18 лет приходится 94,50 мужчин.
Средний доход на домохозяйство в округе составлял 41 538 USD, на семью — 48 294 USD. Среднестатистический заработок мужчины был 33 976 USD против 23 203 USD для женщины. Доход на душу населения составлял 18 330 USD. Около 5,40 % семей и 8,00 % общего населения находились ниже черты бедности, в том числе — 10,60 % молодежи (тех, кому ещё не исполнилось 18 лет) и 6,90 % тех, кому было уже больше 65 лет.